# ارون جوهانسون
ارون جوهانسون (انگلیسی: Aron Jóhannsson؛ زاده ۱۰ نوامبر ۱۹۹۰) بازیکن فوتبال اهل ایالات متحده است.
وی همچنین در تیم ملی فوتبال ایالات متحده آمریکا بازی کرده‌است.